# Abderhaldenov pištolj za sušenje
Abderhaldenov pištolj za sušenje (engl. drying pistol, njem. Trockenpistole) je vrsta laboratorijskog pribora koja služi sušenju tvari pri povišenoj temperaturi u vakuumu.
Koristi se onda kada sušenje u sušioniku nije dovoljno, primjerice kod gravimetrijskih analiza.
Aparat se sastoji od nekoliko dijelova:
- okrugla tikvica koja u sebi sadrži tekućinu čije je vrelište na temperaturi kojom želimo sušiti uzorak
- povratno hladilo za sprječavanje gubitka medija za zagrijavanje uzorka
- nastavak s dvostrukim stijenkama čija je vanjska komora spojena na tikvicu i povratno hladilo, a unutarnja, koja sadrži uzorak, na nastavak koji ima izlaz na vakuumsku crpku i jednu ili više tikvica sa sredstvima koja uklanjaju vlagu i plinove

Izumio ga je švicarski biokemičar i fiziolog Emil Abderhalden.